# Campionati europei di ciclismo su strada 2015 - Cronometro maschile Under-23
La cronometro maschile Under-23 dei Campionati europei di ciclismo su strada 2015 è stata corsa il 7 agosto 2015 in Estonia, con partenza e arrivo a Tartu, su un percorso di 31,5 km. La medaglia d'oro è stata vinta dall'olandese Steven Lammertink con il tempo di 38'32" alla media di 49,03 km/h, l'argento al ucraino Marlen Zmorka e a completare il podio il tedesco Maximilian Schachmann.
Partenza con 66 ciclisti, dei quali 65 completarono la gara.

## Ordine d'arrivo (Top 10)
| Pos. | Corridore             | Squadra     | Tempo  |
| ---- | --------------------- | ----------- | ------ |
| 1    | Steven Lammertink     | Paesi Bassi | 38'32" |
| 2    | Marlen Zmorka         | Ucraina     | a 4"   |
| 3    | Maximilian Schachmann | Germania    | a 16"  |
| 4    | Ryan Mullen           | Irlanda     | a 18"  |
| 5    | Edoardo Affini        | Italia      | a 19"  |
| 6    | Ruben Pols            | Belgio      | s.t.   |
| 7    | Davide Martinelli     | Italia      | a 27"  |
| 8    | Rémi Cavagna          | Francia     | a 34"  |
| 9    | Edward Dunbar         | Irlanda     | a 54"  |
| 10   | Giovanni Carboni      | Italia      | a 58"  |